# Grabe pri Ljutomeru
Grabe pri Ljutomeru je naselje u slovenskoj Općini Križevcima. Grabe pri Ljutomeru se nalazi u pokrajini Štajerskoj i statističkoj regiji Pomurju. 

## Stanovništvo
Prema popisu stanovništva iz 2002. godine naselje je imalo 112 stanovnika.